# David Malin

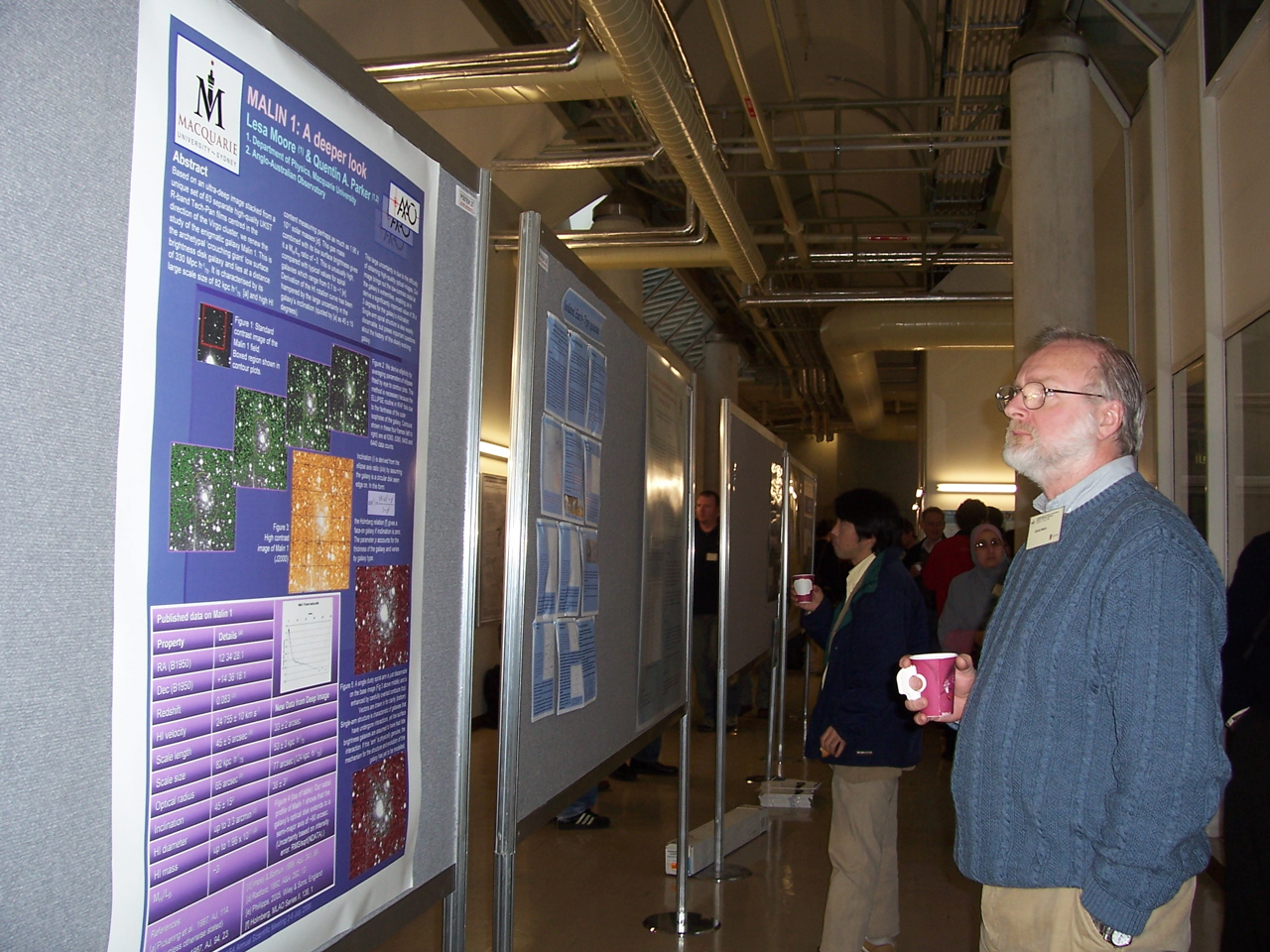
David Malin vor einem Poster „seiner“ Galaxie

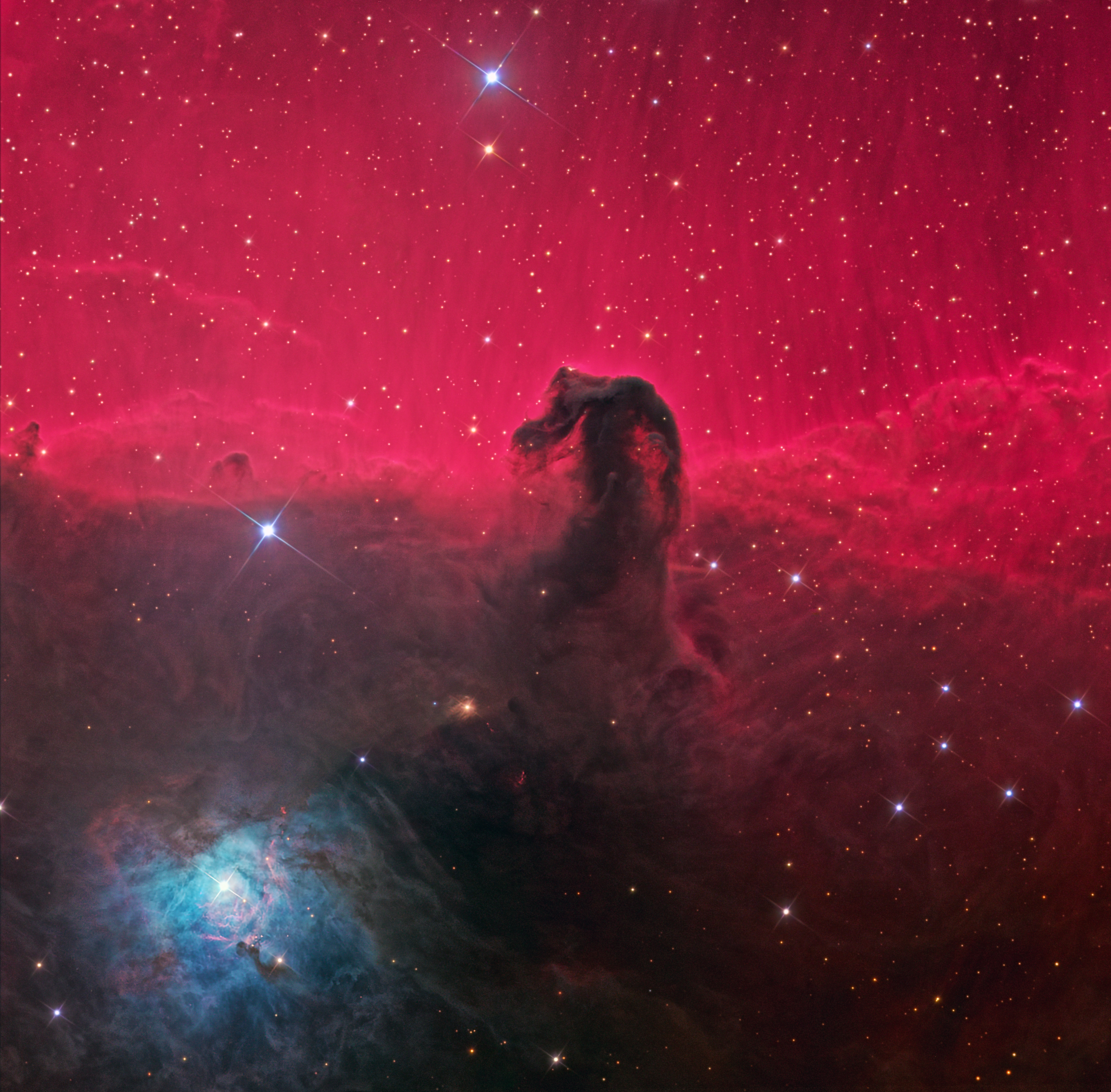
Drei-Farben-Aufnahme des Pferdekopfnebels durch David Malin am Anglo-Australischen Observatorium

David Frederick Malin (* 28. März 1941) ist ein anglo-australischer Astronom und bedeutender Astrofotograf. Bekannt wurde er insbesondere durch seine Farbaufnahmen von Staub- bzw. Gasnebeln und anderen Himmelsobjekten. Eine von Malin 1986 entdeckte Galaxie wurde nach ihm benannt. Malin 1 ist die bis dato größte bekannte Spiralgalaxie.
Malin ist auch Erfinder einiger fotografischer Techniken, sowie Autor zahlreicher Fachbücher, vor allem zur Erforschung und Fotografie von Gasnebeln.
Im Jahr 1991 wurde der Asteroid (4766) Malin nach ihm benannt.

## Werke (Auswahl)
- A View of the Universe. Cambridge University Press, Cambridge 1993, ISBN 978-0-521-44477-4.
- Hartung's Astronomical Objects For Southern Telescopes. Melbourne University Publishing, Melbourne 1995, ISBN 978-0-521-55491-6.
- Night Skies: The Art of Deep Space: an Exhibition of Astronomical Photographs. British Council 1996, ISBN 978-0-959-58654-1.
- The Invisible Universe. Little, Brown and Company, New York City 1999, ISBN 978-0-821-22628-5.
- Heaven and Earth: Unseen by the Naked Eye. Phaidon Press, London 2004, ISBN 978-0-714-84439-8.